# Jens Baggesen
Jens Immanuel Baggesen (født 15. februar 1764 i Korsør, død 3. oktober 1826 i Hamborg) var en dansk digter. Han var far til generalmajor August Baggesen.
Baggesens højdepunkt som digter lå i den korte periode, der lå mellem Oplysningstidens afslutning og Romantikkens fremvækst, så samtiden havde svært ved at finde ud af, hvor han stod. At han selv også havde problemer med det, gjorde det ikke lettere. Hans tidlige år begyndte med små komiske vers i stil med Johan Herman Wessels, men tidens smag gled snart over i romantikken anført af Adam Gottlob Oehlenschläger, og han satte højere pris på den alvorlige litteratur som Johannes Ewalds tragedier og historiske værker end de lette humoristiske digte, der var på mode i Oplysningstiden. Baggesen blev anset som håbløst umoderne.
Hovedværket Labyrinthen er dog ingen af delene, og må snarere betegnes som en tidlig psykologisk roman. Baggesen beskriver en rejse gennem Europa, men synet på landskaberne og menneskene han møder på sin vej afspejler i høj grad hovedpersonens egen udvikling. Baggesen indrømmer i bogen, at hans sind er omskifteligt: hvad der begejstrede ham den ene dag kunne kede ham den anden. Overalt i værket fremføres en kosmopolitisk og åben holdning, der nok røber forfatterens rødder i Oplysningstidens rationalitet, men som hos Baggesen samtidig er følt og bliver stærkere alt som han kommer videre på rejsen.
Baggesens eftertid afskrev ham som en aldrig modnet digter, men hans værker kan modsat Johannes Ewalds læses med lethed. Det skyldes Baggesens ligefremme sprog, der i lighed med Johan Herman Wessels var dagligdags og uden tidligere tiders komplicerede billedsprog og romantikkens langtrukne stil.
Allerede inden sin debutudgivelse havde Baggesen vundet anerkendelse for sine digte trykt i Christen Henriksen Pram og Knud Lyne Rahbeks toneangivende tidsskrift Minerva.
Debutudgivelsen Comiske Fortællinger (1785) vækker opsigt, og kort tid før sin død hilser selveste Wessel den unge Baggesen velkommen med digtet "Til Hr. Jens Baggesen". Comiske Fortællinger indeholder en lille række fortællinger i versform, hvoraf den vigtigste er et programdigt Poesiens Oprindelse. Det baner vejen for en forståelse af det poetiske univers, som Baggesen var på vej til at udfolde.
Som ilter ærkeklassicist kom Baggesen på fjendtlig fod med de kommende romantiske tendenser i den danske litteratur. Oehlenschläger og Baggesen var ærkefjender, som stredes om tronen i den danske poesi i begyndelsen af 1800-tallet. Striden blev kendt som Oehlenschläger-Baggesenfejden.

## Liv og gerning

### De unge år
Jens Immanuel Baggesen var født i fattige kår og blev optaget på Slagelse Latinskole pga. sin åbenlyse begavelse. Han kom siden på Københavns Universitet. I hovedstaden kom han ind i kredsen omkring prins Frederik Christian af Augustenborg. Deres donationer muliggjorde, at han kunne digte uden økonomiske bekymringer. Faderen, Bagge Baggesen, var kornmåler ved fæstningens oplagshus og skriver ved amtstuen; med sin et år ældre hustru, en skipperdatter fra byen, havde han ti børn. Jens var en svagelig, stille og indesluttet dreng, der uhyggelig tidlig blev hjemsøgt af religiøse og erotiske anfægtelser, så han allerede inden sit 9. år havde gjort flere forsøg på at tage sig af dage; under "den strænge, tragisk religiøse Moders" førelse voksede børneflokken op "ligesom i bestandig Bøn til Gud". Modvægten til denne kuelse dannede i drengens sind hans romantiske trang til vovestykker, om hvilken han skriver i et brev fra sine sidste leveår, at "det øverste af Master og Tårne alt som Barn var hans Yndlingsopholdssted". Det tarvelige liv i hjemmet gav således dog i visse måder de ekstreme elementer i hans natur næring, uden at nogen ballast af regelbundet arbejde tilvejebragte den fornødne ligevægt, thi den på én gang umodne og overmodne dreng nød indtil sit 13. år kun en højst nødtørftig, af alskens tilfældig læsning suppleret undervisning, medens hans smukke håndskrift, tagen i tjeneste af postmesteren og amtsforvalteren, bidrog sin del til hans underhold.
1777 kom han i Slagelse Latinskole. Han fandt her tid både til at forelske sig, at føre dagbog over sine eksalterede stemninger og ensformige oplevelser og at skrive digte så vel af munter som af alvorlig art, og nogle af disse poetiske forsøg, som uden hans vidende kom Johannes Ewald for øje, indbragte ham "et med Blyant skrevet apollonisk Opmuntringsvink" fra den dødssyge digter. 18 år gammel dimitteredes Baggesen fra latinskolen med et meget godt testimonium, i hvilket også hans digteriske begavelse var omtalt. Skønt yderst svag af helbred måtte han i København føre den fattigste students tilværelse, løbe lange veje for at ernære sig ved timeinformationer og stundom, af mangel på egen bolig, søge nattely hos en ven eller endog under åben himmel. Men hverken hans livlige hoved eller hans let bevægelige følelse tog skade af disse genvordigheder, og den usædvanlige opvakthed, som var over ham, skaffede ham desuden snart venner og velyndere. Christen Henriksen Pram, som allerede på den tid var en afholdt digter og indtog en betrygget stilling i samfundet, åbnede sit nystiftede hjem for Baggesen, hvem han i et brev til Knud Lyne Rahbek betegnede som "en Dreng, der har alle mulige Talenter til at blive en god og stor Digter," og karakteriserede som "en underlig, entusiastisk, melankolsk, ubeskrivelig én". I et par af Pram udgivne nytårsgaver for 1783 og 84 debuterede Baggesen som lyriker og vandt så meget bifald for en den gang sjælden fylde og lethed i udtrykket, at bebudelsen af et større arbejde fra den 20-årige forfatters hånd samlede det højst usædvanlige antal af 1200 subskribenter. I begyndelsen af 1785 så dette værk lyset under titlen Komiske Fortællinger, indeholdende Poesiens Oprindelse, en wesselsk behandling af Eddamyten om suttungsmjøden, Katten eller Elskovs Magt, første afsnit af Deukalion og Pyrrha, en travestering af Ovid, samt Jeppe, hvor der over motiver fra Holbergs komedie og et gammelt eventyr er bygget en skildring af bondens trællestand og udtalt tanker om hans frigørelse i overensstemmelse med tidsalderens emancipatoriske stræben.

### Modsætninger mellem dansk og tysk
Baggesen har på et senere trin af sin udvikling fremhævet, at det ikke var af indre tilskyndelse, han ved sin debut slog ind på den komiske digtning. Den overvejende del af hans læsning havde haft den alvorlige poetiske litteratur til genstand, fra den havde han modtaget de dybeste indtryk, og det var gengivelsen af sådanne, der voldte ham størst tilfredsstillelse. Men da de kendere, hvis dom han søgte, afgjort fandt mere behag i hans komiske forsøg, stillede han deres indsigt over sin egen fornemmelse og betrådte det spor, de anviste ham. Udfaldet godtgjorde, at han derved også traf det større publikums smag. De komiske fortællinger henriver læseverdenen ved deres åndfuldt konverserende form, ved den til en hidtil ukendt fuldkommenhed drevne behandling af det metriske sprog, ved den elegante lethed, hvormed de foretager overgangene fra alvor til spøg, fra erotisk-lyriske stemninger til satiriske forstandsræsonnementer, samt ikke mindst ved den gratie, hvormed de halvt som i leg berørte de politiske, sociale og religiøse spørgsmål, som vare oppe i tiden, og behandlede dem i dennes noget frivole og til oppositionel kritik stemte ånd.
De kyndigste i litteraturen hilste denne forfatterdebut som noget ualmindelig lovende, og Johan Herman Wessel selv, hvis komiske fortællinger disse digtninger fortsatte, uden dog at nå forbilledets friske naivitet, hyldede Baggesen som den opgående sol og ønskede ham lykke på hans vandring. men ikke blot for det bredere publikum var Baggesen nu med ét slag bleven dagens helt; ikke blot de litterære kredse søgte at tilegne sig ham, som da han knyttedes til det nylig stiftede tidsskrift Minerva, hvor han bl.a. offentliggjorde de versificerede fortællinger Emma og Censurens Oprindelse. Også samfundets øverste cirkler, hvor tillige den videst omfattende dannelse havde hjemme, åbnede sig for den unge digter: hos Schimmelmanns, Reventlows, Bernstorffs og Stolbergs deltog Baggesen i et under de fineste og yppigste former blomstrende åndeligt liv, der havde tidens højeste interesser til emne, og med den vidunderlige tilpasningsevne, som allerede tidlig var en fremtrædende bestanddel af Baggesens væsen, fandt den borgerlig fødte og i fattige forhold opvoksede digter sig hurtig til rette i de rige adelige omgivelser, fængslende mændene ved sin livfulde tilegnelse af de ledende tanker og forkælet af damerne som en gratiernes sanger, der ikke forlangte bedre end at inspireres af deres skønhed og vid. I de danske litterære kredse, hvor demokratiske og nationale følelser begyndte at fæstne sig til modstand mod adelsoverlegenhed og tysk indflydelse, var man med lige så megen harme som beklagelse vidne til et erobringsværk, der endog – da Baggesen havde forsøgt sig med tyske poesier – truede med at berøve det danske sprog dets talentfuldeste digter. Denne stemning fik luft i en skarp og på adskillige punkter ubillig polemik imod Baggesens operatekst Holger Danske (1789).
Op gennem 1800-tallet blev denne strid altovervejende udlagt som en dansk-tysk kamp, en forløber for stridighederne med hertugdømmerne under Treårskrigen og i 1864. Men i dette tilfælde stod kampen snarere mod operaen som udenlandsk, kostbar og unaturlig kunstart. Derudover var en række unge veluddannede københavnere fra borgerskabet frustrerede over, at statsledelsen favoriserede den holstenske adel – de ønskede også gode jobs i administrationen.
Livet igennem var Baggesen i stand til at skrive levende, vittigt og præcist både på dansk og tysk, ligesom tysk og fransk var de to "officielle" sprog. Baggesen havde kort forinden godtgjort både sin kærlighed til og sit mesterskab i det danske sprog ved sin ypperlige oversættelse af Holbergs Niels Klim, originaludgaven var på latin.

### Rejsebeskrivelsen Labyrinthen
Baggesens yderst sensible natur følte sig på det pinligste berørt af denne litterære modgang, og han modtog under disse omstændigheder med dobbelt taknemmelighed det tilbud om en udenlandsrejse, som hans velynder prinsen af Augustenborg, universitetets patron, gjorde ham. Medens "Holgerfejden" vedblev at brede sig her hjemme, tiltrådte Baggesen da i foråret 1789 denne sin første større rejse, hvis begyndelsesafsnit – turen gennem Tyskland indtil indtrædelsen i Schweiz – han 1792 og 93 skildrede i de to bind af Labyrinthen, der hører til vor litteraturs ypperste prosaværker og indtage en førsterangsplads blandt rejseberetninger overhovedet ved opfattelsens friske oprindelighed og den uforlignelig livfulde fremstilling, hvis stil og metode på ethvert punkt slutter sig på den inderligste måde om emnet. At forfatterens hyppige ekstasetilstande, hans stundom affekterede begejstring og usunde sværmen hist og her skæmme fremstillingen for en ædruelig nutidslæsers smag, viser jo kun, at Baggesen gav sig, som han var, i denne lyrisk-episke rejseskildring.

### Forelskelse og bryllup
Baggesen havde endnu kun opholdt sig et par måneder udenlands, da efterretningen om den franske revolutions udbrud nåede ham og hensatte hans let bevægelige sind i en fuldkommen frihedsrus; hans hjerte "bankede af Rædsel og af brændende Henrykkelse ved de Tings Forventelse, som skulle komme over Jorderige"; på Rhinbroen ved Strasbourg "bemægtigede Tårnet, Bogtrykkerkunsten og Revolutionen sig hele hans Fantasi", og ved betrædelsen af Schweiz’ republikanske jord ligger landet for ham som "det herlige, hellige, frie, lyksalige", "hvis Indbyggere endnu den Dag i Dag bevare den eneste Rest af Frihed, det forkælede Europa har tilbage". Efter en bjergvandring i den bedste sommertid havnede han i begyndelsen af september ved Thunersee, hvor han første gang traf sammen med bernerinden Sophie Haller, datterdatter af den som naturforsker og digter berømte Albrecht von Haller. En heftig forelskelse betog Baggesen ved bekendtskabet med den smukke unge pige, og efter at han havde fortsat dette som gæst i hendes hjem i Bern, vandt han et par måneder efter hendes hånd og familiens samtykke. hans nærmeste bestræbelser gik nu ud på at sikre sig en sådan stilling i Danmark, at han kunne hjemføre hende som sin hustru; efter at han havde afsendt de hertil stræbende forklaringer og anmodninger, begav Baggesen sig på et kort besøg til Paris, hvor han svælgede i frihedsjubel og bl.a. "dansede en Solo på Bastillens Ruiner" under de tilstedeværende pariseres bifaldsklap. Ved tilbagekomsten til Bern fandt han alting ordnet på bedste måde af velynderne der hjemme, holdt bryllup i begyndelsen af marts 1790 og begav sig i juni på rejsen hjem efter, en langsom tur op igennem Tyskland med besøg i mange byer og hos endnu flere litterære berømtheder. Henimod slutningen af oktober genså han København.

### Farende svend
Men hans fædreland blev ham ikke længe noget blivende sted; med hans giftermål begyndte for Baggesen det ustadige liv, som gjorde ham til en farende svend uden stunder til at gro fast nogetsteds; hindredes han end derved fra at slå sig til ro på vundet ry og spinde sig ind i fastslåede opfattelsesmåder, så fremmede på den anden side dette vandringsliv hans naturs oprindelige drift til flygtig omskiftelighed, til vekslende påvirkning af de mest uligeartede indflydelser og til at lægge kraften stærkere på de forjættende begyndelser end på den udholdende gennemførelse.

### Ny rejse i Europa
Efter udgivelsen af Labyrinthen og to bind Ungdomsarbejder, blandt hvis nye indhold fragmentet Forfatterens Liv og Levned især er at fremhæve, forlod Baggesen i foråret 1793 på ny Danmark med hustru og barn, begge svagelige og trængende til et mildere klima; atter ved denne lejlighed var det prinsen af Augustenborg, der trådte hjælpende til ved at sikre digteren en regelmæssig indtægt som honorar for de studier i – pædagogisk øjemed, det med en slags gensidigt venskabeligt bedrag aftaltes, at han skulle sysselsætte sig med i udlandet. Efter nogle måneders omflakken i Tyskland nåede familien Bern, hvor den forøgedes med endnu en søn (Karl Albrecht Reinhold); men kort efter havde Baggesen den sorg at miste sin førstefødte. Medens hans hustru søgte hvile i sit barndomshjem, rejste Baggesen til Wien og Norditalien og vendte først tilbage i april 1794, benyttede sommertiden til en alpevandring sammen med sin hustru, Wielands datter og en tredje dame og tilbragte efteråret ved Genevesøen.
I begyndelsen af 1795 tiltrådtes hjemrejsen til Danmark, for Baggesens vedkommende afbrudt af en måneds udflugt til Paris, hvor jakobinerne vare på højdepunktet af deres magt; skønt Baggesen kom i nær berøring med flere af de terroristiske optrin, bevarede han sin begejstring for revolutionen. I juli nåede han med hustru og barn sin beskytters gæstfrie herresæde Augustenborg på Als, hvor hans tredje søn (August) kom til verden. vinteren tilbragtes i Kiel, og først i sommeren 1796, efter mere end tre års fraværelse, opslog han atter sit telt bag den danske hovedstads volde.

### Viceprovst på Regensen
Heller ikke dette ophold blev af varighed. Ved protektion havde Baggesen fået pladsen som viceprovst på Regensen, en stilling, som kun lidet passede for hans naturel; han klager i et brev over, at han idelig tager fejl mellem de 35 nøgler, som vare betroede ham, og over, at han på én gang er bleven gjort til "Provst, Reparationsopsynsmand, Dørvogter, Husvært, Natvægter, Gårdskarl, Universitetsbud og, hvad véd jeg alt". Han kunne dog til andre tider skønne på, at han havde "noget fast og en ordentlig, bestemt stilling, Tid til overs for mig selv, lejlighed til at udså megen god Sæd og opelske mangen smuk Plante, så megen Uafhængighed, som kan forenes med et Embede, en tålelig Bolig og Udsigt til Forbedring af mine Omstændigheder". Han havde derfor, efter sit eget sigende, aldrig været "sattere og virksommere" end da, han underviste i dansk og æstetik hos Christiani på Vesterbro og tog del i forskelligt litterært organisationsarbejde.

### Ulykkelige ægteskaber
Men i hjemmet selv lå spiren til dets splittelse: Sophie Baggesen skrantede, og måtte til et mildere klima. Allerede i marts 1797 måtte Baggesen bryde op på ny. Måneden efter var han i Kiel med hustruen og de to småbørn, men kun få uger efter blev han enkemand. Fortvivlet, legemlig og åndelig syg, på grænsen til sammenbrud, overlod han de to sønner til deres mormor, rejste med hende og dem fra sted til sted i Schweiz, besøgte alene Norditalien og gæstede sin hustrus rige slægt i Milano. I september 1798 begav han sig endelig med børn og svigermor hjemad, men lagde atter ruten over det tillokkende republikanske Paris. Her gjorde han bekendtskab med den genfiske ministerresident Reybaz, og forelskede sig i dennes datter Fanny - han havde allerede flere forelskelser bag sig. Han fik hendes ja inden han begav sig hjem til København, hvor hans embedsstilling havde været holdt åben under hans lange fraværelse, og hvor han – efter at hans opera Erik Ejegod, med musik af F.L.Æ. Kunzen, var bleven opført tidlig på året – var blevet udnævnt til medlem af Det kongelige Teaters direktion. I juni det følgende år, 1799, holdt han bryllup i Paris og hjemførte sin hustru.
Ej heller dette ægteskab skaffede Baggesen huslig hygge og rolige livsvilkår. Fanny, en kølig natur, der havde ægtet Baggesen, efter at en tidligere forelskelse var glippet, brød sig ikke om at forstå det sprog, hvori hendes mand digtede, holdt sig fornemt borte fra hans omgangskreds og betragtede med lidet dulgt ringeagt et selskabeligt liv, der stod så langt tilbage for de glimrende sociale forhold, hvorunder hun tidligere havde levet. Sygelig og kuldskær trivedes hun ej heller legemlig i vort klima, og efter at hun i maj 1800 havde bragt en datter til verden, måtte Baggesen på ny tænke på at forandre domicil. Han fik rejsetilladelse for et par år med bibeholdelse af sin gage og ikke uden ønsker om, at han ville blive borte med det samme, thi hans mæcener begyndte nu at blive noget trætte af ham.
Samme efterår brød han med familie op til Paris. Ved en afskedsfest i Drejers Klub blev der sunget en sang til hans pris; dens forfatter hed Adam Oehlenschläger, og den greb Baggesen så stærkt, at han omfavnede den unge digter og testamenterede ham "sin danske Lyra", som han nu ikke havde i sinde at slå mere. Som for at slutte af med sin danske fortid begyndte Baggesen på udgivelsen af sine "Samtlige Værker", hvoraf dog kun ét bind udkom – en af de mange begyndelser uden afslutning, som betegner hans litterære liv. Sin overgang til en anden litteratur manifesterede Baggesen ved udgivelsen af sit idylliske epos i heksametre Parthenais oder die Alpenreise (1802) og de 2 bind Gedichte (1803), der især er mærkelige ved deres railleri (spøg; spot; drilleri – ifølge ODS) med Goethe. Men samtidig var han optaget af nordisk-mytologiske emner og skriver i et af sine rimbreve fra denne periode, at han "ingen Sinde var så pæredansk som her, hvor alt er ganske fransk", idet han "dansker, fynsker, jysker Dag og Nat". Et ganske kort besøg i København sommeren 1802 sikrede ham, ved kronprinsens anbefaling, en regeringspension på 800 rigsdaler årligt, og med den samme sum lovede hans ven og velynder Adam Wilhelm Moltke at støtte ham i 3 år. Men økonomien forblev dårlig, Fannys var pint af stadig migræne, hendes far var plejetrængende, og hertil kom sorgen over den lille datters død og Baggesens egen skrantende helse.

### Sproglige nydannelser
Baggesen udmærkede sig ved en række sproglige nydannelser, der er gået ind i dansk (og norsk) talesprog - deriblandt "omegn", "omverden", "overblik", "tyngdekraft", "medfølelse", "nutid", "at bedøve", "at besejre".

### Kontakten med tidens notabiliteter
Baggesen stod nu ved indgangen til fyrrerne, i den bedste mandsalder, og havde alt bag sig en livsbane så bugtet og broget, så rig på ydre og indre oplevelser som hidtil ingen dansk digters. Fra et fattigt barndomshjem og et glædesløst skoleliv var han ligesom med ét ryk bleven løftet op i dagens fulde lys, beundret som en uforlignelig digter og henflyttet til de samfundets højder, hvor kampen for det nødtørftige ikke kendes, og hvor livet er rigt, skønt og indholdsfyldigt. Og med den samme smidighed i væsen, som gjorde ham hjemme i de fornemme kredse, tilegnede han sig i den tidlige alder, da udlandet alt åbnede sig for ham, hvad der på hans rejser kom ham i møde af ejendommeligt og udmærket. Han trådte i forbindelse med sin tids åndelige notabiliteter: Matthias Claudius og Friedrich Gottlieb Klopstock, Johann Heinrich Voss og Gottfried August Bürger, Christoph Martin Wieland og Johann Gottfried von Herder, Friedrich Schiller og August Wilhelm Iffland, Karl Leonhard Reinhold og Johann Gottlieb Fichte, Johann Kaspar Lavater og Friedrich Heinrich Jacobi, Charles Pichegru og Emmanuel-Joseph Sieyès, Benjamin Constant og Germaine de Staël, – alle kendte han dem af personlig omgang, og med de allerfleste af dem var samkvemmet ikke af den løse visitart, som vore dages hurtige rejsemåde afføder; det fortsattes endog for en del i betydningsfulde brevvekslinger, omhandlende tidens højeste idéindhold (her må især nævnes den efter Baggesens død udgivne brevveksling med kantianeren Reinhold). Dette idéindhold opfattedes i Baggesens klare hoved som i et spejl, men påvirkede af hans let bevægelige følelse og hurtig vakte fantasi skiftede indtrykkene også som spejlbilleder.
Som hans erotiske passion for en Zemire (ungdomsforelskelsen i Mariane Eggers) afløstes af hans elskovslyrik til Seline (fru Pram), denne af hans kærlighedskvad til Palmine (Sophie Haller) og således videre, på lignende vis vekslede også hans poetiske og intellektuelle idealer. Hans tidlige forherligelse af Voltaire fornægtedes, da han blev greben af Rousseau; med brændende begejstring omfattede han Kants fra "den rene Fornufts" kølig-klare sfære hentede filosofi og hyldede den store tænker ved at antage hans fornavn, men med ikke mindre varme omsluttede han F.H. Jacobis også mod Kant rettede teosofiske mystik; han var som et barn af sin tid skeptiker og rationalist, hyppig vælgende dogmerne og deres professionelle hævdere til skive for sin satire, men til andre tider gjorde han "et Saltomortale" ud i troen og søgte hvile der. Snart var det Homer, snart Virgil, der satte ham i fyldigst forhold til oldtiden, og snart atter ryddede han digtning og fortid til side som unyttigt skrammel for at fordybe sig i naturvidenskaberne med stærk, men kortvarig energi. Men hvor hurtig end hans interesser skiftede emne, havde de dog langt mere end en dilettantisk viden til udbytte, thi Baggesen var et af sin tidsalders bedste hoveder og livligst opfattende ånder, der over for intellektuel tilegnelse havde den samme mærkelige selvforvandlingsevne, som satte ham i stand til ikke blot at tækkes og vinde, men ligefrem at fortrylle de mennesker, han kom i berøring med.
Hvorledes hans overblik over tidens ledende ideer forbandt sig med hans poetiske inspiration, have vi et vidnesbyrd om i de storslåede planer til digtning, som han undfangede: han ville skrive sin samtids epos i en gennemført allegorisering af revolutionens begivenheder, han ville behandle den sejrrig frembrydende naturerkendelse i en anden episk allegori Uranion eller Lysets Helte, han tænkte på "et Heltedigt uden Krig" med verdensomsejleren James Cook til midtpunkt og "Opdagelsen af Jordens Sydpol og af Menneskeslægtens Sydpol, Videnskabernes og Kunstens Triumf" til emne; ja han troede en tid lang i den nordiske mytologi at have fundet det billedsprog, i hvilket verdensgåderne klarest lod sig tyde. At ingen af disse vidtspændende planer kom til udførelse, vidner igen om digterens mangel på evne til at isolere sig fra de idelige nye påvirkninger for standhaftig at fastholde en enkelt tanke. Men man har tillige lov til at formode, at om end et på mange måder fængslende idéliv ville have udfoldet sig i disse digterværker, ville det være sket på bekostning af den umiddelbart betagende, simple og enfoldige poetiske skønhed. Thi Baggesen er som digter størst på det mindre område; hvor han svimler odehøjt eller profeterer bardedybt, bliver han lige så søgt og usand, som han er yndefuld naturlig i sine med al deres store kunst så skælmsk legende rimbreve så vel som i de mange lyriske smådigte, hvor sprogets sødeste velklang forbinder sig med stemningens harmoniske hvile til en i dansk digtning uovertruffen fuldendthed. Af tidlige digte kan nævnes Da jeg var lille, Gensyn og Tilbageblik med de berømte linjer "Ak, ingensteds er Roserne så røde" osv., Citherspilleren (Jeg vandrer fra By og til By), Erindringer (Når Børn sig om mig slynge). Hertil kan føjes de lige så fortræffelige tyske digte, som er lagt digterens omvankende skærsliber-jeg i munden, hans Dichterlied (Der Dichter liebt den guten Wein) og den navnkundige gesammte Trinklehre (Seit Vater Noah in Becher goss). I det vi anføre disse prøver på Baggesens tyske digtning, stå vi på ny ved en dobbelthed i hans væsen: hans flagren mellem de to sprog, modersmålet og verdenssproget, som skiftevis drog ham til forskellige sider, en spaltning, som hans ægteskaber med udenlandske hustruer nødvendigvis måtte forøge.

### Stadig hvileløshed
I denne splittede personlighed, sygelig af helbred, urolig af temperament, ustadig flakkende imellem ideernes områder som imellem vor verdensdels lande, hjemme for en stund, hvor han slog sig ned, men snart atter dreven videre af sin hvileløshed, – i denne af modstridende bestanddele interessant sammensatte natur fik tidsalderens gæring et følsomt mærkende udslag. Baggesen var orienteret også på de nye idéstrømningers område, og mere end én gang forsøgte han at tilpasse sit væsen efter deres krav. Men alt som den nye tid tydeligere og tydeligere åbenbarede sit indhold, viste det sig, at han, i den alder han nu havde nået, trods alle indre brydninger dog i det hele og store stod som et sammenfattet udtryk for det tilbagelagte århundrede i modsætning til det nye. For poesiens vedkommende gav dette sig til kende ved hans stadig tiltagende uvilje imod den romantiske digtning, en uvilje, som polemisk fik luft i det på denne tid skrevne, om end først efter hans død udgivne store dramatiske digt: Der vollendete Faust oder Romanien in Jauer. Hvad romantikken ejede af dybt, gjorde nærmest et indtryk af uklarhed på ham, dens mystik var ham kras overtro, og mod dens vilkårlighed oprørtes hans formsans. I det følgende tidsrum bliver Baggesen derfor, med betinget ret, hævderen af fornuftmæssighed i modsætning til fantastiske overgreb, af lovmæssighed i modsætning til genialsk anarki og af sproglig regelbundenhed i modsætning til personligt forgodtbefindende.

### Oehlenschlägers påvirkning
Hvad Baggesen havde lært at kende af Oehlenschlägers ungdomsdigtning, havde gennemgående ikke tiltalt ham, hvor stærkt han end i bevægede øjeblikke kunne begejstres for enkelte partier af den; den unge digters overmodige selvfølelse havde stundom krænket den ældre, og følelsen af, at en nyopgående sol med ufortjent hast fordunklede hans egen i det danske folks øjne, bidrog til at nære bitterheden. Forholdet mellem de to digtere var køligt, da Baggesen i sommeren 1806, under Oehlenschlägers store udenlandsrejse, gæstede København og gjorde bekendtskab med A.S. Ørsted og hans hustru, Oehlenschlägers søster Sophie. Et eksalteret venskab i tidens sentimentale smag opstod mellem Baggesen og den 24årige unge kone, hvis længsler ægteskabet ikke helt havde opfyldt, og hvis for alle intellektuelle indtryk modtagelige natur påvirkedes livlig af den verdenskyndige og vidtbevandrede Baggesens fængslende underholdning, på samme tid som hun "omvendte ham til Goethe" og ved at føre ham ind i denne digters verden tillige forberedte ham til en bedre opfattelse af broderens poesi. I det Oehlenschlägers betydning nu virkelig gik fyldigere op for Baggesen end nogensinde tidligere, og i det han fandt det ubetimeligt at stå halvvejs på en spændt fod med broderen, medens han tilbad søsteren, tilskrev han på Oehlenschlägers fødselsdag 14. november 1806 denne sit berømte indholdsvægtige og mesterlig formede rimbrev Noureddin til Aladdin, i hvilket han, hyldende Oehlenschläger som den største, tilbød ham fostbroderskab og samarbejde. Oehlenschlägers svar røbede, at den unge digter fuldt vel var sig sit værd bevidst, og afslog den tilbudte alliance; de bemærkninger, han med rette gør om Baggesens misforståelse af den digteriske Aladdin-skikkelse, viste tydelig nok kløften mellem de to naturer som mellem de to tidsaldres livsidealer, hvad Baggesen også med lønlig smerte fornam og gav et vemodig-skønt udtryk i sit gensvar "til Digteren Adam Oehlenschläger".

### Skjæmtsomme Rimbreve
I slutningen af 1806 udkom Baggesens Skjæmtsomme Rimbreve, om hvilke forfatteren med rolig selvfølelse udtaler, at "dersom der i hans Modersmål gives noget i Stil, Sprog og Versemål lettere, rundere og mere flydende, har han haft Uret i at drage disse Smådigte frem for Lyset"; men ikke blot i den graciøse form og det spillende vid have disse uforlignelige improvisationer deres litterære værd: de yde tillige deres bidrag til opfattelsen af Baggesens personlighed ved at vise os ham i tankeudveksling med adskillige af de kvinder og mænd, hans bevægede livsgang havde bragt ham i berøring med. Samtidig med rimbrevene udkom 1. del af Æventyrer og komiske Fortællinger, indeholdende af nyt den med den mest fuldendte verskunst fortalte Theateradministratoriade; nogle måneder efter udkom 2. del med lutter tidligere trykte fortællinger, deriblandt Ja og Nej eller den hurtige Frier.
Ved udgivelsen af disse bind ville Baggesen fastslå i publikums’ omdømme, hvad hans digtning hidtil havde ydet, hvor den havde givet sit bedste. Efter at have påpeget dette resultat vendte han sig i Gengangeren og han selv eller Baggesen over Baggesen polemisk imod den ældre tids poesi og den del af sin egen, han ikke ville have betragtet som et væsentligt udtryk for sit digteriske jeg; med hvas satire svinger han svøben over litteraturens forkomne tilstand, over dens lave idealer og den inkompetente kritik; han bebuder, at han som den hjemvendte Odysseus, i pagt med sønnen Telemakos, rigets arving (Oehlenschläger), vil slå et dommedagsslag for kunstens og sprogets af frække bejlere hjemsøgte Penelope og atter bringe orden i huset. Men fra nu af ved positive bidrag til den nye tidsånds digtning, ikke længer ved negativ satire; thi i fortalen til de straks efter Gengangeren udkomne Nye blandede Digte udtaler han, at den "skjæmtsomme Rolle", han hidtil havde spillet "til Dels imod sin oprindelige Lyst, til Dels også måske imod sin egentlige Naturevne", nu er afsluttet, og at han hermed begynder på "en ny Periode af sit Digterliv og med samme sin egentlige Kunstbane". Fortalen til den nye udgave af Labyrinthen – under titlen Digtervandringer, hvoraf kun ét bind udkom – udviklede omstændeligere hans forandrede poetiske trosbekendelse, i hvilken navnlig naturfænomenernes anvendelse som digteriske emner betones. Denne tilnærmelse til naturfilosofien i forening med Baggesens nu hurtig tiltagende anerkendelse af den forhen forkætrede Goethe og hans forstående blik for Oehlenschlägers betydning viser os ham stærkt i færd med smidig at akkommodere sig efter det nye; men at han dybest inde hørte en anden stemningsverden til, viste både hans mangelfulde ydelser i den nye retning og hans nu og da spontant frembrydende polemik imod den, således den 1810 udgivne Karfunkel- oder Klingklingel-Almanach, ein Taschenbuch fur vollendete Romantiker und angehende Mystiker.

### Fejderne
Det i litterær henseende så mindeværdige ti måneders ophold i Danmark afsluttedes i forsommeren 1807, da Baggesen atter begav sig til sit franske hjem i Marly. Efterretningen om Københavns bombardement og flådens tab i eftersommeren samme år fremkaldte Baggesens sømandssange, skrevne i Knud Sjællandsfars navn. Året efter udkom den tyske digtsamling Heideblumen, indledet med et digt an Lilia dvs. Sophie Ørsted, og prøver af heltedigtet Oceania, under hvilket navn planen til det fornævnte epos om Cooks verdensomsejling nu forsøgtes virkeliggjort, – atter en begyndelse uden fortsættelse. filosofiske og matematiske studier sysselsatte ham stærkt i de nærmest følgende år, og han kom til et nyt indre omslag, i hvilket troen tog magten fra den tidligere forstandsdyrkelse, og det forhen forgudede kantske system viste sig for ham som "den hårdeste og huleste filosofiske Nød". Sygdom og svaghed hørte både til hans og hans hustrus jævnlige hjemsøgelser, og pengenød forbitrede ham yderligere livet.

### Professor i Kiel
Under disse sørgelige forhold ansøgte han regeringen om bistand og kaldtes 1811 til professor i dansk sprog og litteratur ved universitetet i Kiel. Under krigen fik Baggesen tilladelse til at bosætte sig i København, hvortil han ankom med kone og barn i august 1813 og straks indvikledes i den litterære Jødefejde, i hvilken han navnlig tørnede voldsomt sammen med "Fritimernes" bekendte forfatter Thomas Christopher Bruun.

### Baggesen-fejden bryder ud igen
Men en langt større og mere indgribende polemik stod for døren: den langvarige Baggesenske Fejde, som medførte en partisplittelse af den bitreste art og afstedkom en række voldsomme optrin, indtil efter års forløb krigstilstanden omsider endte med Baggesens frivillige eksil som følge af opinionens tiltagende uvilje over hans færd. Baggesen begyndte polemikken i Jens Kragh Høsts ugeblad Dannora og fortsatte den siden i den samme udgivers Nordiske Tilskuer så vel som i de af ham selv stiftede tidsskrifter Lille Søndag-Aften, Søndagen, Skuddagen og Danfana. I Hovedstadens Dagblade og i selvstændige flyveskrifter fremkom indlæggene fra modstanderne, hvis betydeligste talsmænd var Christian Molbech (med månedsskriftet Athene), Poul Møller, Hauch, A.E. Boye (under Pseudonymet "Peder Wegner"), Peder Hjort, Frederik Christian Sibbern og på et enkelt tidspunkt Grundtvig, som dog senere delvis sluttede sig til Baggesen og modtoges af ham som en såre kærkommen forbundsfælle.
Sin kritiske udrensning – der jo var bebudet i Gengangeren – begyndte Baggesen med en række anmeldelser af Oehlenschlägers tragedier. Hakon Jarl betegnedes, trods enkelte udsættelser, som digterens mesterstykke, Axel og Valborg fremhævedes, med påvisning af mangler ved de to sidste akter, i en udførlig og værdifuld kritik som et betydeligt arbejde, rigt på store skønheder, medens Correggio angav det "sceniske Vendepunkt", fra hvilket det var gået ned ad bakke, og Hugo von Rheinberg samt syngespilteksterne Røverborgen og Ludlams Hule stempledes som den fuldbyrdede tilbagegangs værdiløse produkter, hvis usselhed lagdes frem til beskuelse i en lige så vittig som skånselsløs kritisk redegørelse.
Eftertiden har givet Baggesen ret i denne dom, men for hans samtid var den en hård og utilbørlig tale, som fortjente skarp modsigelse. Hvad den halvhundredårige Baggesen, som tilmed havde tilbragt så stor en del af sin tid uden for fædrelandet, ikke lagde tilstrækkelig mærke til, var den omstændighed, at der var opvokset en ny slægt med andre poetiske idealer end hans og med en ungdom, hos hvem just Oehlenschlägers digtning havde åbnet øjnene for disse idealer. At denne ungdom med sværmerisk begejstring hyldede sin digter og sluttede sig sammen til værn om ham, når han blev angreben, var lige så naturligt, som at den ikke var noksom kritisk moden til at kunne se nogen synderlig forskel mellem den Oehlenschläger, hvis første rige produktion havde indviet en litteratur-epoke af aldrig hidtil kendt skønhed og fylde, og den Oehlenschläger, der efter hjemkomsten 1810 havde lagt sig til hvile på sine laurbær og i kraft af den myndighed, han øvede, bød sine tilhængere umodne arbejder og halvfærdige fabrikater i flæng med sin muses ægtefødte værker.
Baggesen, hvis kritik just gik ud på at indprente denne forskel og i sprogets som i smagens og kunstens navn at protestere imod sjuskeriet, talte følgelig for døve øren eller for øren, der troede at kunne kende niddets stemmeklang i hans advarende røst og endog fandt hans anerkendelse fremtvungen og modvillig, når han midt i fordømmelsen af Oehlenschlägers på denne tid just særlig talrige poetiske misfostre med ubetinget ros fremhævede digtninger som Helge og Den lille Hyrdedreng. Tonen i Baggesens persiflage blev af denne grund mere og mere bitter, hans spot mere og mere hensynsløs, medens just hans overlegne vittighed bragte de patetiske oehlenschlägerianere i det yderste raseri. I et par tilfælde blev endog det litterære forum ombyttet med det juridiske og Hof- og Stadsretten påkaldt som mellemmand, således i anledning af Peder Hjort Tolv Paragrafer om Jens Baggesen og samme forfatters grundløse plagiatbeskyldning angående Baggesens operatekst Trylleharpen.

### Baggesens hovedskrifter fra fejdetiden
Baggesens polemiske hovedskrifter fra denne fejdetid er: den store allegoriske fortælling på vers Pindsvinet, Kritisk Vurdering af Ludlams Hule, en versificeret fortælling Den nyeste skønne Litteratur eller de sex Dages Arbejde, det komiske læredigt Per Vrøvler, fremkaldt af en oehlenschlägersk skydebanevise, det store satiriske digt Asenutidens Abrakadabra eller Skjaldbørnelærdommens Kjærne, Breve til Adam Oehlenschläger fra Jens Baggesen, affødte af førstnævntes såre uheldige Rejse, fortalt i Breve til mit Hjem; en fortale, hvori Baggesen appellerede til Fædrelandets studerende Ynglinger, havde den uventede virkning at fremkalde en udfordring til latinsk disputats fra 12 navngivne studerende (Tylvten), hvilket mærkelige forslag Baggesen dog ikke gik ind på.

### Forunderlige fragmenter
Midt under kampens gjald og gny lød der dog også bløde toner fra Baggesens harpe, og hans ånd husede både dybe tanker og lyse stemninger, som ikke påvirkedes af krigshumøret. Fra denne tid skriver sig det forunderlig gribende fragment Thora fra Havsgård, den yndefulde digtning Balders Igenkomst eller Digte til Nanna og de i højde med rimbrevene stående Poetiske Epistler – arbejder, som under de givne forhold naturligvis måtte savne den rette anerkendelse. Gåden Det evige Sindbillede sysselsatte dog nogle af tidens bedste hoveder, men fremkaldte også Grundtvigs Rimelige Strøtanker ved Kalundborgs i Livet vel meriterede Stads-Satyrikus Jens Baggesens Grav. Senere stillede – som allerede kortelig nævnt – Grundtvig sig væsentligst på Baggesens side med sin store afhandling Om Digterne Oehlenschläger og Baggesen, med indlægget Om Tylvten, til vedkommende og flere andre skrifter.

### Erklæring til Publikumfra Oehlenschläger
Oehlenschläger havde kun én gang taget direkte til orde mod Baggesen i en Erklæring til Publikum, men ved adskillige allusioner i sine skrifter (Fiskeren, Hroars Saga, Robinson i England, En Rejse) bidraget til at nære forestillingen om ham som en af misundelse inspireret modstander. I sit sidste på dansk udgivne skrift Rosenblade med et Par Torne (1819) afsluttede Baggesen striden med nogle satiriske udfald imod Oehlenschläger (bl.a. parodierne Shak Peer eller Adam Vævers Romance og Robinson i England), men tillige med det skønne digt Jubelæblet eller den gamle Harpespiller, hvor oldingen, "hvis Tid er omme", ser sangens livsæble gløde frem i træet, som han har vandet med sit hjerteblod, og fuld af fryd vil gribe det, – da en dreng træder ind i lunden, og den gamle i sit dødsøjeblik må se, at "da hans Offers Frugt var moden, faldt den ned i Drengens Skjød"; tanken giver et lignende billede som i rimbrevet Noureddin til Aladdin, med hvilket den lange kamp oprindelig indvarsledes ved dets fremhævelse af modsætningen mellem de to digternaturer.

### Sidste tid
Baggesen, der allerede 1814 var bleven entlediget fra sit professorat i Kiel, forlod for sidste gang Danmark i efteråret 1820 og drog med familie til Paris. En del af vinteren måtte han her tilbringe i gældsfængsel, og sygdom, hans stadige svøbe fra ungdommen af, tærede alt mere og mere på hans kraft. I et og samme år – 1822 – døde hans hustru Fanny og hans søn af ægteskabet med hende, den usædvanlig begavede Paul. Efter deres død opholdt han sig mest i Schweiz, altid lidende, men også altid sysselsat, dels med filosofiske studier og religiøs tænkning, dels med arbejdet på sit store humoristiske epos Adam und Eva oder die Geschichte des Sündenfalls, der udkom efter hans død. I somrene 1825 og 26 brugte han badekure i Karlsbad og Teplice, men uden at hans sygdom, en hårdnakket og farlig nyrelidelse, bedredes i nogen væsentlig grad. I august 1826 prøvedes end ydermere Marienbad, hvorfra Baggesen dødssyg nåede Dresden. Her kom hans søn August til ham, og Baggesen gik gerne ind på hans forslag, at forsøge på at nå tilbage til fædrelandet. I sygevogn og bærestol transporteredes patienten langsomt den vidtstrakte vej, så medtagen, at man ventede døden den ene daglige så godt som den anden. Da man nåede Hamborg, måtte hjemvandringen standse – ved grænsen af fædrelandet. Døende blev Baggesen bragt til Frimurer-Hospitalet, hvor han udåndede ved daggry 3. oktober 1826. Hans sønner bragte liget til Kiel, hvor den afdøde efter sit ønske jordedes hos sin første hustru. I Danmark vakte efterretningen om Baggesens bortgang megen deltagelse, men kaldte også for en lille stund de hadefulde røster til orde igen, indtil forargelsen standsedes med myndighed af den digter og kritiker, der tog Baggesens smagshævdende gerning i arv: J.L. Heiberg. Til Det kongelige Teaters sørgefest havde Oehlenschläger skrevet mindedigtet og således på den smukkeste måde formanet al tidligere modstand til at forsones ved den bortgangen digters grav.

## Baggesens samlede værker på dansk og tysk
Jens Baggesens danske Værker udkom 1827-32 i 12 bind, udgivne af forfatterens sønner og C.J. Boye; 2. udgave så lyset allerede 1845-47. Jens Baggesens poetische Werke in deutscher Sprache, ligeledes udgivne af Karl og August Baggesen, udkom i fem bind 1836. Hans biografi, "udarbejdet fornemmeligen efter hans egne Håndskrifter og efterladte litterære Arbejder", udgaves i fire bind af August Baggesen 1843-56, men er ingenlunde nøjagtig i sine angivelser og gengivelser af faderens tekster, lige så lidt som den samlede udgave af de danske skrifter er behandlet med den ønskelige omhyggelighed. 1831 udkom Aus Jens Baggesens Briefwechsel mit K. L. Reinhold und F. H. Jacobi i to dele, 1855 Fragmente, 1858 og 1863 Philosophischer Nachlass i to bind.

## Forfatterskab
Blandt hans største værker er
- Comiske fortællinger – 1785
- Labyrinthen – 1792-93
- Parthenaïs – 1803
- Adam und Ewa – 1826

## Bøger og CD´er om Baggesen
- CD: Serenades & Romances (2007)
- Bog: Labyrinten (2005)
- CD: Den danske sang til hver en tid (2003)
- CD: Paa tankens slot (2001)
- CD: Sange (1998)
- Bog: Udvalgte Digtninger (1907)
- Bog: Jens Baggesen - digte i udvalg. Udvalgt og kommenteret ved Simon Hamann (2019) ISBN 9788771532982
- Rikke Christensen, Kendt og ukendt – Ni litterære profiler fra oplysningstiden, Bakkehusmuseet, 2010. ISBN 978-87-982734-9-3.
- Kristian Arentzen, Baggesen og Oehlenschlager : Litteraturhistorisk Studie, otte bind, 1870-78.